# 1994 FIFAワールドカップ・予選
1994 FIFAワールドカップの予選について本項では述べる。
当初147チームが参加を表明し、このうち、開催国のアメリカ合衆国と前回優勝国のドイツは予選を経ずに本大会出場権を獲得。残る22枠が予選により争われた。実際に予選に参加したのは130チームであった。

## 出場枠
|               | アフリカ (CAF) | 欧州 (UEFA) | 南米 (CONMEBOL) | 北中米カリブ海 (CONCACAF) | アジア (AFC) | オセアニア (OFC) | 合計 |
| 本大会 出場枠 | 3              | 13          | 3.5             | 2.25                      | 2            | 0.25             | 24   |

## 各大陸予選
ヨーロッパ予選 - 出場枠：12＋前回優勝国
グループ1：イタリア・スイスが予選通過
グループ2：ノルウェー・オランダが予選通過
グループ3：スペイン・アイルランドが予選通過
グループ4：ルーマニア・ベルギーが予選通過
グループ5：ギリシャ・ロシアが予選通過
グループ6：スウェーデン・ブルガリアが予選通過
南米予選 - 出場枠：3.5
グループ1：コロンビアが予選通過 / 大陸間プレーオフ進出：アルゼンチン
グループ2：ブラジル・ボリビアが予選通過
北中米カリブ海予選 - 出場枠：1.25＋開催国
メキシコが予選通過 / 大陸間プレーオフ進出：カナダ
アフリカ予選 - 出場枠：3
グループ1：ナイジェリアが予選通過
グループ2：モロッコが予選通過
グループ3：カメルーンが予選通過
アジア予選 - 出場枠：2
サウジアラビア・大韓民国が予選通過
オセアニア予選 - 出場枠：0.25
大陸間プレーオフ進出：オーストラリア

## 大陸間プレーオフ
大陸間プレーオフでは、まず出場枠に「0.25」の付いている組み合わせ（北中米カリブ海予選2位チーム 対 オセアニア予選優勝チーム）で対戦を行い、続いてその勝者と南米予選の大陸間プレーオフ進出チームで対戦を行う。

### CONCACAF/OFC
| カナダ                          | 2 - 1  | オーストラリア           |
| ------------------------------- | ------ | ------------------------ |
| - ワトソン 50分 - モビリオ 57分 | Report | - ダソヴィッチ 44分 (OG) |

| オーストラリア                                     | 2 - 1 (延長) | カナダ                                   |
| -------------------------------------------------- | ------------ | ---------------------------------------- |
| - ファリーナ 45分 - デュラコヴィッチ 77分          | Report       | - フーパー 54分                          |
| PK戦                                               |              |                                          |
| - ウェイド - A・ヴィドマー - トービン - ファリーナ | 4 - 1        | - ミッチェル - バンバリー - スウィーニー |

### CONCACAF・OFC/CONMEBOL
| オーストラリア    | 1 - 1 | アルゼンチン  |
| ----------------- | ----- | ------------- |
| - ヴィドマー 42分 |       | - バルボ 37分 |

| アルゼンチン         | 1 - 0 | オーストラリア |
| -------------------- | ----- | -------------- |
| - トービン 59分 (OG) |       |                |

アルゼンチンが本大会出場権を獲得した。

## その他
- アジア予選最終予選で日本は、最終戦のロスタイムでの失点もあって僅差で3位に転落し、本大会出場を逃した（ドーハの悲劇）。
- また欧州予選グループ6では、フランスが最終戦の試合終了間際でブルガリアにゴールを奪われ、ブルガリアに本大会出場権を奪われる結果となった（パリの悲劇）。
- 欧州予選グループ2では、サンマリノが大きく格上のイングランドに対し、試合開始後8.3秒で1ゴールを決めるという珍事が起きた。ただし試合はイングランドが7-1で勝利している。
- 南米予選グループ2のブラジルはこの予選で、ワールドカップの予選としては初めての敗北を喫した（ボリビアに0-2で敗戦）。またグループ1のコロンビアはアルゼンチン相手にアルゼンチンホームの試合で5-0と大勝し、最終的にもグループ1を1位通過で決めている。
- アフリカ予選最終予選グループ2の初戦、セネガルに向かうザンビアの選手を乗せた飛行機が墜落、ほとんどの代表選手を失うというガボン航空惨事が起きた。しかしそれでも新しい選手が善戦し、最終的にはグループ首位のモロッコに勝ち点1差まで迫る結果であった。